# Ochthebius mutatus
Ochthebius mutatus es una especie de escarabajo del género Ochthebius, familia Hydraenidae. Fue descrita científicamente por Jaech en 1991.
Se distribuye por el norte del Líbano, en la ciudad de Zgharta. Mide 1,64 milímetros de longitud y su edeago 0,38 milímetros.